# Motor a álcool

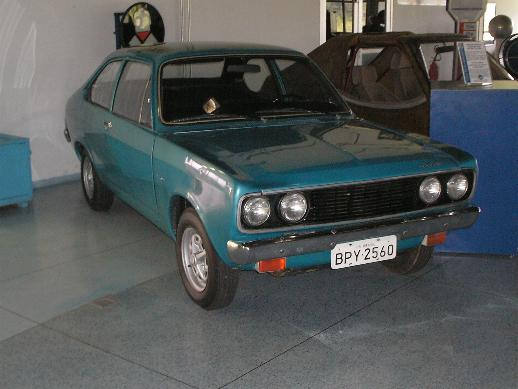
O Dodge Polara 1800 foi o primeiro automóvel equipado com um motor a álcool, durante a fase de testes.

Motor a álcool - é o tipo de motor que utiliza o álcool combustível (etanol hidratado) como combustível. No final da década de 1970, o engenheiro brasileiro Urbano Ernesto Stumpf (1916 - 1998), que foi contratado pelo Presidente Ernesto Geisel, realizou testes para adaptação de motores ao uso de álcool combustível, que levaram a, no início da década de 1980, surgirem os primeiros veículos em série fabricados com motor 100% a Álcool, sendo o primeiro deles o Fiat 147.
Os motores foram preparados para atender as propriedades do álcool, sendo o carburador e o coletor de admissão banhados a níquel e o tanque em materiais antioxidantes devido ao potencial corrosivo deste combustível, além da elevação da taxa de compressão para facilitar a combustão.

## Motor a álcool pré-vaporizado
Motor a álcool pré-vaporizado (MAPV) é um tipo de motor a álcool onde o combustível etanol é vaporizado por um dispositivo aquecedor denominado estequiômetro que aproveita o calor gerado pelo escapamento ou pelo sistema de arrefecimento do veículo.
O combustível só é injetado nos cilindros do motor e queimado depois de ser totalmente vaporizado.
Pesquisas são realizadas visando o desenvolvimento de motores a álcool para veículos de grande porte.

### Vantagens
- Redução nas emissões de poluentes.
- Redução no consumo, chegam a fazer 13-14km/l de álcool (A gasolina chegava a fazer 16-17km/l Porém com seu preço alto em relação ao álcool, era mais vantajoso ultilização do álcool).[2]

### Sistemas
Existem dois sistemas de pré-vaporização do etanol combustível:
- Vaporização pelo aproveitamento do calor gerado pelo escapamento do veículo desenvolvido pelo professor, cientista e um dos pioneiros do pró-álcool Romeu Corsini.
- Vaporização pelo uso do calor produzido pelo sistema de arrefecimento (Patente Requerida Nº 0200019-9) desenvolvido pelos engenheiros Arthur Carlos Zanetti e Marcos Serra Negra Camerini.[3]

Existe a possibilidade de aproveitar a elevada temperatura do óleo lubrificante, dando maior pressão ao vapor de álcool, o que é vantajoso.